# Wilhelm von Arras
Wilhelm von Arras, genannt Dürenstößer (* um 1310 in Alf; † nach 1353 in Trier) war ein deutscher Domkapitular in Trier.

## Leben
Wilhelm von Arras war ein Sohn von Hermann Dürenstößer von Arras. Als Ritter trugen er und seine Frau Gude dem Erzbischof Balduin von Luxemburg im Jahre 1348 sich ihre in Manderscheider Pflege befindenden Leute aus Wollmerath zu Lehen auf. In einer Urkunde vom 2. Juni 1348 gelobten Hermann Dürenstößer von Arras und Sohn Wilhelm dem Trierer Domkapitel nach allem Vermögen behilflich zu sein.